# MBC 수요 드라마
MBC 수요 드라마는 대한민국의 문화방송에서 매주 수요일에 방송되었던 TV 드라마 작품이다.

## 작품 리스트
|  | - 아래의 텔레비전 드라마 중 2002년 11월 이후에 시청 가능 연령을 표시하는 드라마 등급 제도를 의무적으로 시행하고 있습니다. - 2017년 3월 1일부터 TV 프로그램 등급 표시 외에 주제, 폭력성, 선정성, 언어, 모방 위험 등 분류 사유 표시를 의무적으로 시행하고 있습니다. |

### 1969년 개국 이후
- 《역풍》 : 1969년 8월 12일 ~ 1969년 10월 29일
- 《망향초》 : 1969년 11월 12일 ~ 1970년 1월 7일

### 1970년대
- 《홍콩101번지》 : 1970년 1월 21일 ~ 1970년 4월 15일
- 《피양서 왔우다》 : 1970년 4월 29일 ~ 1970년 7월 25일
- 《엄마의 얼굴》 : 1976년 4월 14일 ~ 1976년 5월 16일

### 1980년대
- 《청춘의 초상》 : 1980년 3월 5일 ~ 1980년 8월 6일
- 《밤의 소극장》 : 1981년 2월 4일 ~ 1981년 3월 11일
- 《수요드라마》 : 1982년 10월 20일 ~ 1983년 3월 9일 - 단막극
- 《당신》 : 1985년 5월 1일 ~ 1985년 10월 16일 - 단막극
- 《푸른교실》 : 1987년 10월 14일 ~ 1988년 5월 4일
- 《푸른계절》 : 1988년 5월 11일 ~ 1989년 4월 12일

### 1990년대
- 《무동이네 집》 : 1991년 10월 9일 ~ 1992년 11월 11일
- 《도시인》 : 1992년 11월 18일 ~ 1993년 4월 7일
- 《해야 솟아라》 : 1993년 4월 14일 ~ 1993년 5월 19일
- 《전원일기》  :  1996년 3월 6일 ~ 1996년 10월 16일
- 《나》 : 1996년 8월 21일 ~ 1997년 10월 15일

### 2020년대
- 《오늘도 사랑스럽개》 : 2023년 10월 11일 ~ 2024년 1월 10일

## 같이 보기
- MBC 수목 드라마